# Стриптийз
Стриптийзът (на английски: strip – събличам се, tease – дразня) е еротичен танц, при който танцуващият се разсъблича постепенно, частично или напълно.
Лицето, което извършва стриптийз, е наричано „стриптизьорка“ / „стриптизьор“ или екзотична танцьорка / екзотичен танцьор.
Стриптийзът въплъщава идеята за секса и сексуалността посредством танц. Последният може да се извършва със или без музика. Стриптийзът може да се практикува както от много млади, така и от по-зрели мъже и жени. По време на танца основната част на движенията се пада на бедрата.
Заведенията, в които се извършва стриптийз, обикновено се наричат стриптийз клубове, въпреки че самият стриптийз може да се извършва и на места като кръчми (особено в Обединеното кралство), театри и музикални зали.
Театрите за стриптийз са нощните клубове. На такива места човек, ако си плати, може да получи индивидуално представление. Актрисата стриптийзьорка (актьорът стриптийзьор) могат да слизат от сцената и да се разхождат сред публиката, но никой от посетителите няма право да ги пипа.